# アフリカダニ熱
アフリカダニ熱(ATBF) はマダニに咬まれることにより拡散する細菌感染症である。症状は発熱、頭痛、筋肉痛、発疹である。一般的にマダニに咬まれた部位の皮膚は赤くなり痛みを伴いその中心部は黒ずんだ色になる。通常咬まれてから4～10日後に発症する。アフリカダニ熱による合併症は稀であるが、関節炎を惹き起こすことがある。ヒトによってマダニに咬まれても発症しないことがある。
アフリカダニ熱の原因菌はRickettsia africaeである。この細菌の媒介をするダニの種類はキララマダニ属である。このダニは一般的に都市部より自然の草原や薮に生息している。アフリカダニ熱の診断は一般的に症状の視診に基づく。明確に診断するには培養、ポリメラーゼ連鎖反応、または免疫蛍光抗体法により確定される。
アフリカダニ熱に対するワクチンはない。予防はマダニに咬まれないように肌の露出を避けること、ディートを使用すること、または服にペルメトリンを使用することである。治療法はあるもののその効果は限られている。抗生物質のドキシサイクリンが効果的とみられる。クロラルフェニコールまたはアジスロマイシンも使用される。治療しなくても改善することがある。
この疾患はサブサハラアフリカ、西インド諸島、オセアニアで発症する。サブサハラアフリカ渡航者の間では比較的一般的な感染症である。最も感染症の発生する時期は11月と4月である。流行発症することもありえる。最初にアフリカダニ熱の症状が説明されたのは1911年だと思われる。アフリカダニ熱は紅斑熱の一種である。以前はBoutonneuse熱と間違われていた。